# Монтеличано-Кастело (Пезаро и Урбино)
Монтеличано-Кастело је насеље у Италији у округу Пезаро и Урбино, региону Марке.
Према процени из 2011. у насељу је живело 256 становника. Насеље се налази на надморској висини од 533 м.